# جايسون واتسون
جايسون واتسون (بالإنجليزية: Jason Watson)‏ (2 مارس 1991 بجامايكا - ) هو لاعب كرة قدم جامايكي في مركز الوسط. شارك مع منتخب جامايكا لكرة القدم. أما مع النوادي، فقد لعب مع كوكولان بالوفيكوت ونادي ووتر هاوس وWilmington Hammerheads FC ‏ وJersey Express S.C. ‏.

## وصلات خارجية
- جايسون واتسون على موقع قاعدة بيانات كرة القدم.إي يو (الإنجليزية)
- جايسون واتسون على موقع Soccerway.com (الإنجليزية)